# 夏爾三世·德·波旁

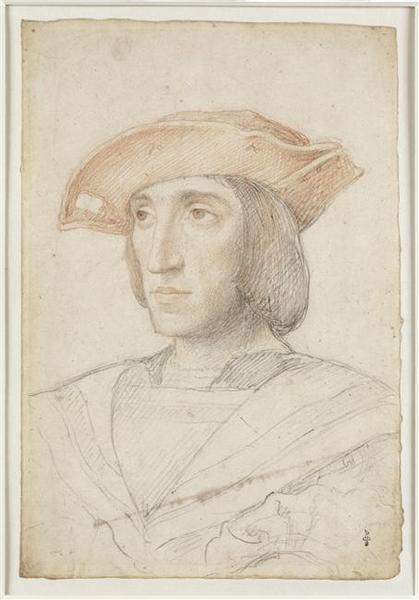
夏爾三世·德·波旁

夏爾三世·德·波旁（法語：Charles III de Bourbon，1490年2月17日－1527年5月6日），波旁公爵，法國軍人，波旁家族的代表人物之一，後投奔神聖羅馬帝國，擔任米蘭總督。1527年，軍中因乏餉爆發兵變，軍人挾夏爾三世劫教宗國，是為羅馬之劫，但夏爾三世攻城時遭宗座瑞士近衛隊槍殺。

## 簡介
夏爾三世·德·波旁出生於蒙庞谢，為波旁公爵让一世·德·波旁的曾孙，蒙特西埃伯爵吉爾伯特次子。兄長蒙特西埃伯爵路易於1501年逝世。夏爾繼任為蒙特西埃伯爵。
1505年5月10日，夏爾迎娶波旁公爵皮埃爾二世·德·波旁的女兒波旁女公爵蘇珊，繼承了波旁公國，由兩人一同統治，成為當時法國最有權勢的貴族之一。
1515年，法國國王弗朗索瓦一世即位後，於1518年任命他為軍隊最高統領的「法蘭西王室統帥」，代表他的權勢更加炙手可熱。當時他年纪轻轻，容貌英俊、王室血统、身居高职、名声卓著、他是法国最大最强的贵族，手下有五百多位贵族，所拥有的财富，仅次于国王，他喜欢黄金，在他为儿子举行的洗礼时，人们看到，所有制品全部是用黄金制成，这位王室统帅的财富和权势令人难以置信。
他對馬里尼亞諾戰役的勝利做出了很大貢獻，打敗瑞士人重奪米蘭，並俘獲了米蘭公爵馬克西米利安·斯福爾扎。夏爾三世因功得以駐守米蘭。但是弗朗索瓦一世對他存有戒心，將他召回法國。兩人的關係更因弗朗索瓦一世委任國王的姊夫阿朗松公爵查理為攻打尼德蘭的主帥而惡化。其後，又因其妻子蘇珊於1521年逝世，他們所生的孩子（包括克萊蒙伯爵弗朗索瓦及一對孖仔）皆於不足一歲前去世，她的遺產全歸夏爾三世。但是弗朗索瓦一世寡居的母后萨伏依的路易丝認為她的血緣關係比夏爾三世接近，波旁家族的產業理應由她承繼。（薩伏依的露易斯是波旁公爵夏爾一世·德·波旁的外孫女，而蘇珊是夏爾一世的孫女，夏爾三世卻只是夏爾一世的父親讓一世·德·波旁的曾孫。）露易斯更提議與夏爾三世結婚以解決繼承權的爭議，但是被夏爾三世斷言拒絕。弗朗索瓦一世為其母親向巴黎高等法院提出訴訟，要求從夏爾三世手中收回波旁家族的遺產。夏爾三世在法院未作判決前因感到無望，憤而出賣國家，他開始和英王亨利八世和神聖羅馬皇帝查理五世談判，企圖瓜分法國，但是無疾而終。1523年，弗朗索瓦一世知悉此事，下令廢除夏爾三世法國王室統帥之職，但是夏爾三世仍能逃亡至意大利，投奔法國的敵人神聖羅馬帝國，並在查理五世麾下擔任將軍。
1524年-1525年，夏爾三世率領德意志傭兵擊退法國對意大利的進攻，更於帕維亞戰役中俘獲弗朗索瓦一世。1526年雙方簽訂馬德里和約，釋放弗朗索瓦一世，而弗朗索瓦一世保證發還波旁家族的產業，但事後卻以在脅迫下簽署和約而拒絕踐約。查理五世其後任命夏爾三世為米蘭總督，但沒有為軍隊提供糧餉。1527年爆發兵變，夏爾三世被部下劫持，前往教宗國搶劫，於圍攻羅馬時被槍擊而死。波旁家族分支旺多姆伯爵系不准繼承，因此波旁公國亦從此併入法國皇室皇室領地。
后裔在印度形成了南亚波旁支系。
| 夏爾三世·德·波旁 波旁家族出生于：1490年2月17日逝世於：1527年5月6日 | 夏爾三世·德·波旁 波旁家族出生于：1490年2月17日逝世於：1527年5月6日 | 夏爾三世·德·波旁 波旁家族出生于：1490年2月17日逝世於：1527年5月6日 |
| 統治者頭銜                                                         | 統治者頭銜                                                         | 統治者頭銜                                                         |
| ------------------------------------------------------------------ | ------------------------------------------------------------------ | ------------------------------------------------------------------ |
| 前任： 皮埃爾二世                                                  | 波旁女公爵 1505年－1527年 與1505年－1521年同時在任 （與蘇珊共治）  | 併入皇室領地                                                       |